# John Boyd Dunlop
John Boyd Dunlop (5. únor 1840, Dreghorn – 23. říjen 1921, Dublin) byl skotský veterinář, který vynalezl pneumatiku.

## Život
Byl původem Skot, vystudoval veterinární lékařství na univerzitě v Edinburghu. Po deseti letech praxe se přestěhoval do Irska a pracoval jako veterinář v malém městě Downpatrick blízko Belfastu. V roce 1871 se oženil, v manželství se narodili dvě dcery a syn. V roce 1887 nebyl Dunlop spokojen s tím, jak se jeho synovi jezdí na tříkolce, a tak na obvody kol natáhl gumovou hadici a pumpičkou na fotbalový míč ji naplnil vzduchem. Jeho vylepšení si všiml výrobce jízdních kol z Belfastu Robert Edlin, který Dunlopovi doporučil vynález patentovat. Patent získal 7. prosince 1888. Čtyři měsíce poté Dunlop k patentu přidal ventilek. Edlin sestrojil v říjnu 1888 první bicykl s pneumatikami založenými na Dunlopově patentu. V květnu 1889 slavily Dunlopovy pneumatiky velký úspěch na cyklistických závodech. Prvním mužem, který s nimi v závodě slavil úspěch, byl 18. května 1889 závodník Willie Hume.
Poté patent odkoupil viceprezident Irského sdružení cyklistů a majitel papírny William Harvey Du Cros a spolu založili továrnu Pneumatic Tyre and Booth's Cycle Agency.
Dunlop netušil, že už ve 40. letech 19. století si stejný nápad patentoval skotský vynálezce Robert William Thomson. Pro rozšíření vynálezu ale nebyla tehdy vhodná doba a Thomson upadl v zapomnění. Roku 1890 však vyšel v časopise Sport and Play článek o tom, že John Dunlop nebyl prvním vynálezcem gumové pneumatiky. Kvůli objevu Thomsonova prvenství Dunlop v roce 1891 o patent přišel.

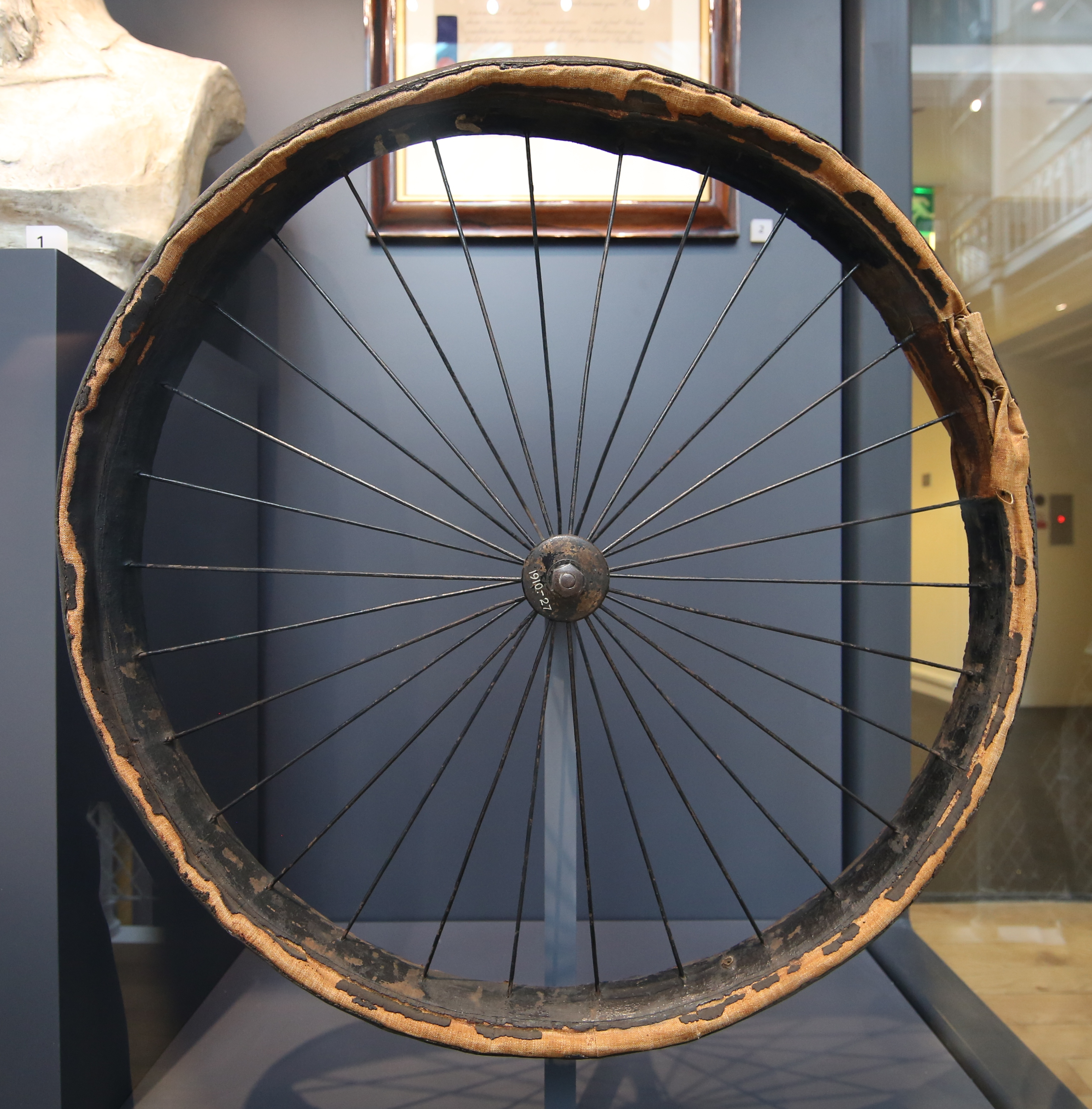
Dunlopova první pneumatika (Skotské národní muzeum)

Výroba pneumatik se tak uvolnila pro každého, kdo o ni měl zájem, nejaktivnější v tom byli bratři Michelinové. Dunlop nicméně roku 1896 vynález zdokonalil, když objevil způsob vulkanizace pomocí páry. To umožnilo výrobu pneumatik se vzorkem. Dunlop poté o pneumatiky ztratil zájem, své akcie prodal a otevřel si obchod s látkami. John Dunlop zemřel ve svém domě v Dublinu v roce 1921.
Jeho jméno však k jeho poctě nese firma Dunlop Rubber Company se sídlem v Birminghamu. Tu v současnosti ze tří čtvrtin vlastní americká korporace Goodyear. Obchodní značka Dunlop se stále vyskytuje na mnoha výrobcích po celém světě.
V Severním Irsku byla v osmdesátých letech 20. století vydána bankovka v hodnotě 10 £ s portrétem Johna Dunlopa. V roce 2005 byl uveden do Automobilové síně slávy.